# آکیکو تودا
آکیکو تودا (انگلیسی: Akiko Toda؛ زادهٔ ۴ فوریهٔ ۱۹۷۳) صداپیشه اهل ژاپن است.